# Groupies bleiben nicht zum Frühstück
Groupies bleiben nicht zum Frühstück ist eine deutsche Filmkomödie des Regisseurs Marc Rothemund aus dem Jahr 2010. Der Spielfilm basiert auf einem Drehbuch der beiden Autorinnen Kristina Magdalena Henn und Lea Schmidbauer und handelt von der Berliner Schülerin Lila, gespielt von Anna Fischer, die sich nach ihrer Rückkehr von einem Austauschjahr in den Vereinigten Staaten in den Nachwuchsmusiker Chriz, dargestellt von Kostja Ullmann, verliebt – ohne zu wissen, dass dieser Leadsänger der kommerziell erfolgreichen Rockband Berlin Mitte ist.
Hergestellt wurde das Projekt von der SamFilm München. Die Dreharbeiten fanden von August bis Oktober 2009 in Berlin und Umgebung statt. Neben Fischer und Ullmann konnten unter anderem Inka Friedrich, Amber Bongard, Nina Gummich, Roman Knižka und Ben Braun für die Besetzung verpflichtet werden. Kritiker bewerteten Groupies bleiben nicht zum Frühstück überwiegend positiv und verglichen die Produktion mit der englischsprachigen Filmkomödie Notting Hill (1999). Mit über 600.000 Besuchern in Deutschland avancierte der Film zur elfterfolgreichsten deutschen Produktion des Kinojahres 2010.

## Handlung
Die junge Lila kommt nach einem Austauschjahr in den USA zurück nach Deutschland und verliebt sich in Chriz. Sie weiß nicht, dass dieser ein angesagter Jung-Rockstar ist, von dem lauter Poster im Zimmer ihrer kleinen Schwester Luzy hängen. Lila und Chriz begegnen sich zum ersten Mal in einem botanischen Garten, in dem Lila eine seltene Pflanze für einen Freund stehlen möchte. Als Chriz ihr erzählt, er sei der Leadsänger der Band ‘Berlin Mitte’, glaubt sie, er scherze nur. Die beiden verbringen den Abend zusammen, und Lila bietet Chriz an, in dem Zimmer ihrer Schwester zu übernachten, die mit der Mutter und deren neuem Freund auf einem Ausflug ist. Die drei kommen eher zurück als geplant und Luzy findet ihren Schwarm in ihrem Bett. Chriz hat sich ohnehin verspätet und wird von seinem Manager Paul und dem Leibwächter Horst abgeholt. Lila muss nun akzeptieren, wer er ist.
Lilas Freundin Nike besorgt ihr einen Autogrammtermin, damit sie noch einmal mit Chriz sprechen kann. Doch dieser behandelt sie vor dem Rest der Band und dem Manager wie einen Fan. Lila ist enttäuscht. Kurz darauf erhält sie einen Brief von Chriz mit zwei Eintrittskarten für sein Konzert und einer Entschuldigung. Lila schenkt die Karten ihrer Schwester, muss aber schließlich doch hingehen, weil Luzy noch zu jung ist und ohne sie das Konzert gar nicht sehen dürfte. Lila ist am Anfang skeptisch, hat aber schließlich Spaß. Chriz trägt einen Song vor, in dem sie sich wiedererkennt, und nennt sogar ihren Namen darin, woraufhin sie ihm verzeiht. Nach dem Konzert gehen die beiden japanisch essen und landen schließlich in seinem Hotelzimmer, wo Lila über Nacht bleibt. Als der Manager Paul sie am nächsten Morgen rauswerfen möchte – mit den Worten „Groupies bleiben nicht zum Frühstück“ –, muss er feststellen, dass es Chriz mit Lila ernst ist. Er erinnert ihn an seinen Vertrag, der besagt, dass er offiziell Single sein muss.
Zu Hause erzählt Lila ihrer besten Freundin am Telefon von der Nacht, wobei sie von Luzy belauscht wird. Diese erzählt alles in der Schule einer Freundin und am Mittag ist die Geschichte in den Medien. Für Chriz’ gesamtes Team ist das eine Katastrophe, und sie wollen es so darstellen, als habe Lila alles erfunden. Chriz wundert sich über die Details, die der Presse bekannt sind, und beschuldigt Lila, ihn verkauft und ihm absichtlich geschadet zu haben. Sie kann nicht fassen, dass er ihr so etwas überhaupt zutraut, und bereut, ihn kennen gelernt zu haben.
Luzy weiß, dass sie einen schlimmen Fehler gemacht hat, und beichtet Chriz, dass sie geplaudert hat. Chriz macht sich sofort auf den Weg zu Lila und platzt in ihre Schulstunde. Er will eine Beziehung, aber sie ist skeptisch. Sie zweifelt an seinen Gefühlen und glaubt nicht, dass es funktionieren kann. Immerhin steht er kurz vor einer dreimonatigen Tour durch die USA und seine Band kurz vor dem internationalen Durchbruch. Chriz muss das akzeptieren und macht sich auf den Weg zum Flughafen. Lila ändert ihre Meinung und folgt ihm. Der Flugsteig ist allerdings schon geschlossen und Chriz im Flugzeug. Nur weil er darum bittet, die Türen des Fliegers noch einmal zu öffnen, und einen letzten hoffnungsvollen Blick zum Flughafen wirft, sieht er Lila, und die beiden fallen sich in die Arme. Lila sagt ihm, sie hätte doch gern ein Happy End, woraufhin Chriz entgegnet, dies sei erst der Anfang.
Der Film endet mit Stumblin’ In, von Chriz und Lila im Duett am Strand gesungen.

## Produktion
Groupies bleiben nicht zum Frühstück basiert auf einer Idee der beiden Autorinnen Kristina Magdalena Henn und Lea Schmidbauer. Für beide Frauen markierte das Projekt die erste Zusammenarbeit an einem abendfüllenden Kinospielfilm. Nach einem Pitch entwickelten sie das Drehbuch gemeinsam mit den beiden Produzenten Ewa Karlström und Andreas Ulmke-Smeaton von der SamFilm München weiter, die später auch die Herstellung des Films übernehmen sollte. Marc Rothemund konnte nach Fertigstellung der zweiten Drehbuchfassung als Regisseur verpflichtet werden. Er hatte mit Karlström und Ulmke-Smeaton bereits an seinem Regiedebüt Das merkwürdige Verhalten geschlechtsreifer Großstädter zur Paarungszeit (1999) zusammengearbeitet. Acht weitere Fassungen des Drehbuchs entstanden, ehe die Dreharbeiten begonnen wurden.

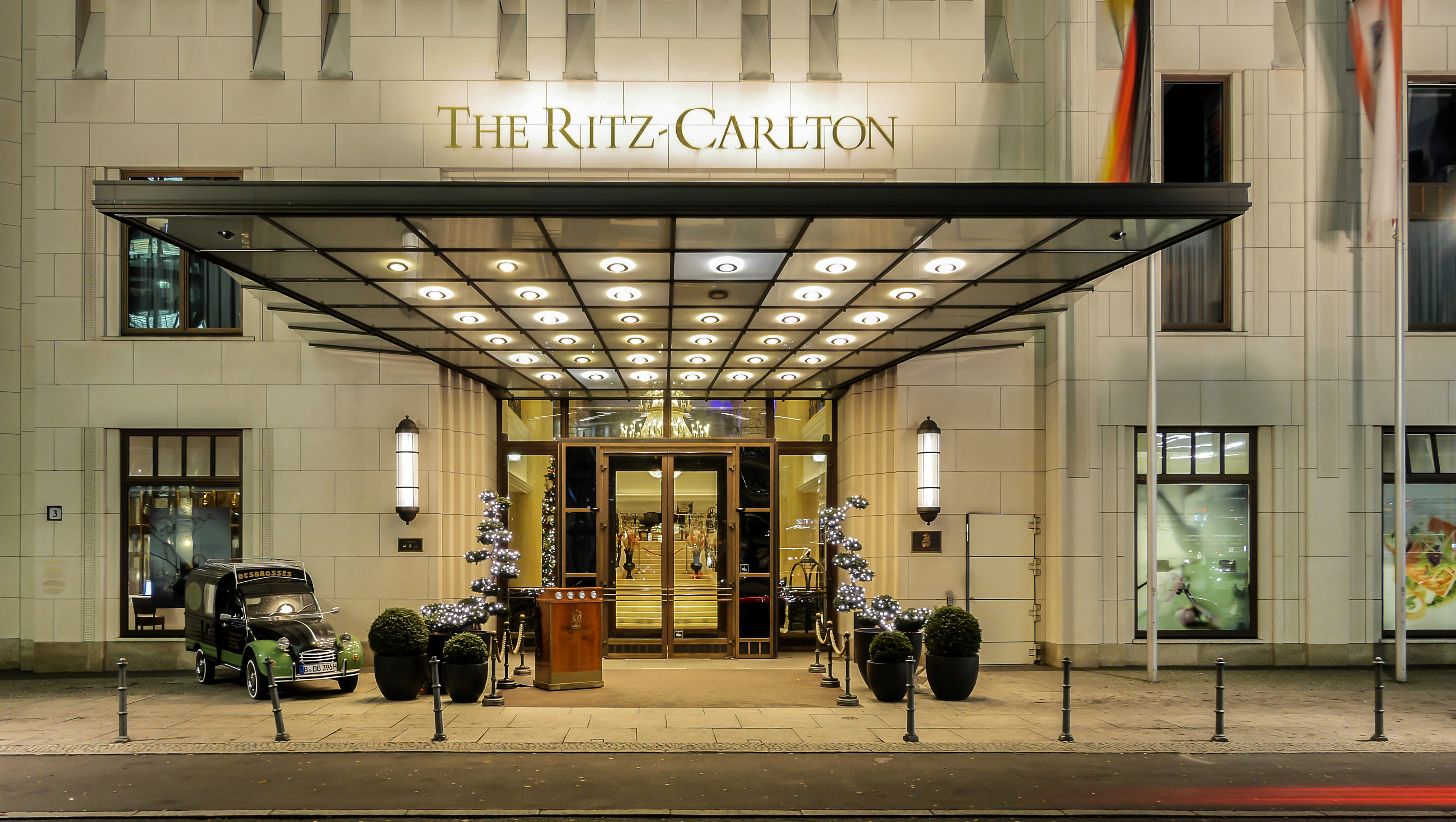
Ein Großteil der Dreharbeiten fanden unter anderem im Ritz-Carlton-Hotel in Berlin statt.

 Die Dreharbeiten umfassten 40 Tage und wurden am 11. August 2009 in Berlin aufgenommen. In der Hauptstadt fungierten unter anderem das Ritz-Carlton-Hotel am Potsdamer Platz, die Mercedes-Benz-Arena, der Flughafen Berlin-Tegel, der Botanische Garten sowie ein Wohnhaus in der Fuggerstraße im Ortsteil Schöneberg als Schauplatz. Die letzte Szene wurde am 7. Oktober 2009 gefilmt. Produktions- und Verleihförderung erhielt das Projekt durch den FilmFernsehFonds Bayern (FFFB), die Filmförderungsanstalt (FFA), den Deutschen Filmförderfonds (DFFF) sowie das Medienboard Berlin-Brandenburg (MBB). Der Film sollte zunächst Alles für Lila lauten, wurde aufgrund seiner Ähnlichkeit zu der bereits im Vorjahr veröffentlichten Romanverfilmung Lila, Lila jedoch in Groupies bleiben nicht zum Frühstück geändert. Der Titel entstammt einer Textpassage aus dem Drehbuch.
Die Besetzung oblag Caster Uwe Bünker. Ullman war von Rothemund bereits früh im Castingprozess als Hauptdarsteller ins Gespräch gebracht worden, hatte nach einem erfolgreichen Vorsprechen jedoch noch von seinem Gesangstalent überzeugen müssen. Fischer wurde hingegen erst spät in der Vorproduktion gecastet, nachdem sie aufgrund anderer Verpflichtungen erste Termine nicht hatte wahrnehmen können. Sie wurde letztlich nach einem gemeinsamen Screentest mit Ullmann engagiert. Die Rolle von Bodyguard Horst wurde auf Wunsch des Regisseurs eigens für Michael Keseroglu ins Drehbuch geschrieben, nachdem Rothemund dessen Darstellung in dem Jugenddrama Gangs (2009) gesehen hatte. Ebenfalls verpflichtet werden konnte Bravo-Fotograf Bernd Jaworek, der nicht nur als Kleindarsteller im Film mitwirkte, sondern auch Motive für Tourplakate, Poster und CD-Cover beisteuerte.

## Musik
Die Filmmusik zu Groupies bleiben nicht zum Frühstück stammt von Komponist Gerd Baumann. Kostja Ullman, der bis dato noch nie in einer Produktion hatte singen müssen, nahm für seine Rolle als Leadsänger einer Rockband eigens Gesangsunterricht in Vorbereitung für die Dreharbeiten. Jane Comerford, Dozentin und Frontfrau der Band Texas Lightning, fungierte als sein Gesangscoach. Darüber hinaus lernte er auf einer Gitarre zu spielen. Die von Ullmann und seiner fiktiven Band Berlin Mitte im Film interpretierten deutschsprachigen Lieder wurden unter anderem von den Musikproduzenten Roland Spremberg und Michael Beckmann komponiert. Sowohl der Sound als auch das Image des Quartetts wurden maßgeblich von der Magdeburger Pop-Rock-Gruppe Tokio Hotel beeinflusst, die zu dieser Zeit große kommerzielle Erfolge in Deutschland feierte.

### Soundtrack
Der Soundtrack zum Film erschien am 17. September 2010 bei Alias Entertainment unter Lizenz der Warner Music Group. Er erreichte Platz 47 in den deutschen Albumcharts.
| Nr.          | Titel                      | Interpret                              | Länge |
| ------------ | -------------------------- | -------------------------------------- | ----- |
| 1.           | Battlefield                | Berlin Mitte                           | 3:16  |
| 2.           | Here She Comes             | Berlin Mitte                           | 2:20  |
| 3.           | Nicht ohne dich            | Berlin Mitte                           | 3:31  |
| 4.           | All for You                | Jonathan Express feat. Jacob Brass     | 3:22  |
| 5.           | This Is the Time           | Jonathan Express                       | 2:45  |
| 6.           | Can’t Take My Eyes Off You | Bananafishbones feat. Matthias Schmitz | 3:16  |
| 7.           | Blue Sky Warrior           | The Green Carpets feat. Paule          | 3:17  |
| 8.           | Two Steps                  | Jonathan Express                       | 2:24  |
| 9.           | Won't Let Go               | The Land                               | 3:12  |
| 10.          | Beautiful Day              | Berlin Mitte                           | 3:12  |
| 11.          | Two Lovers                 | The Land                               | 2:42  |
| 12.          | Homerun                    | Berlin Mitte                           | 2:43  |
| 13.          | Stumblin’ In               | Lila & Chriz                           | 3:14  |
| 14.          | Why Should I Wait          | The Green Carpets feat. Paule          | 2:07  |
| Gesamtlänge: | Gesamtlänge:               | Gesamtlänge:                           | 41:32 |

## Kritiken
Verschiedene Kritiker erkannten Parallelen zur US-amerikanisch-britischen Filmkomödie Notting Hill aus dem Jahr 1999 oder bezeichneten Groupies bleiben nicht zum Frühstück gar als dessen deutsche Variante.

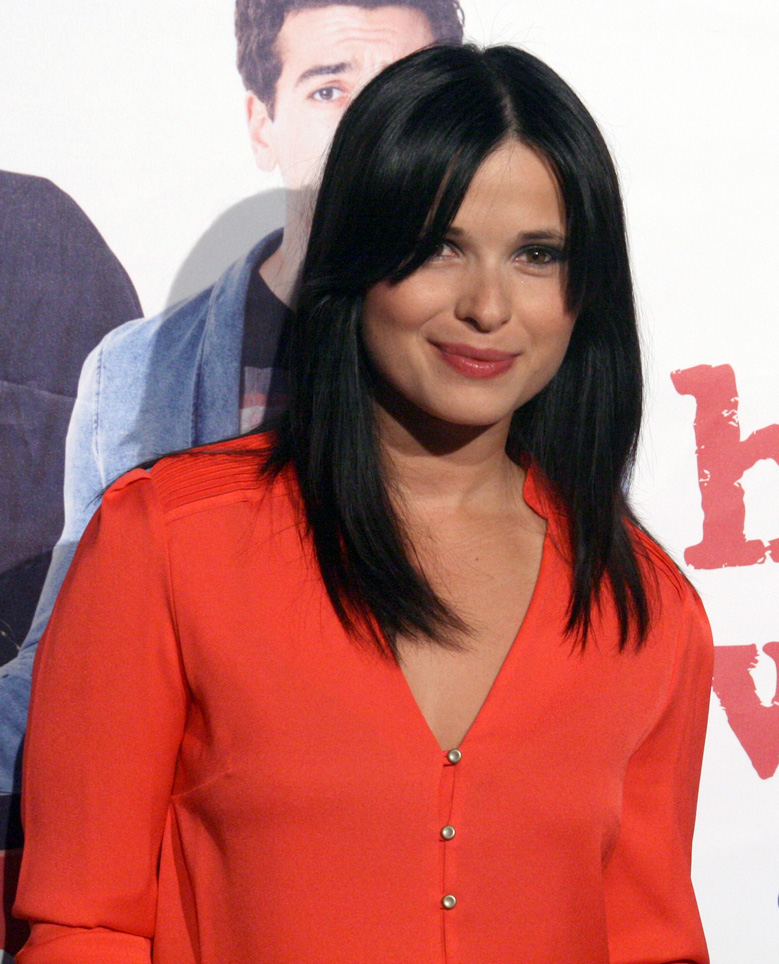
Hauptdarstellerin Anna Fischer erhielt ausnahmslos positive Kritiken für ihr Spiel im Film.

Christoph Petersen von Filmstarts bezeichnete den Spielfilm in seiner Rezension als „richtig gutes Kino, das die meisten modernen Hollywood-Komödien mit links in die Tasche steckt“ und „in dieser Qualität nicht nur in Deutschland Ihresgleichen“ suche. Die Produktion sei „eine bis in die letzte Szene grundsympathische Komödie, die den Zuschauern mit vielen kleinen Einfällen, ihrer kecken (aber nicht unverschämten) Art und jeder Menge Berliner Lokalkolorit für sich“ einnehme. Positiv bewertete Petersen auch das Spiel von Anna Fischer, Kostja Ullman und Nina Gummich. Die Chemie zwischen den Hauptdarstellern stimme dabei „ab der ersten Begegnung im Blumenbeet“.
Kino.de-Kritikerin Margret Köhler befand, dass Rothemund „ein zauberhaftes Märchen mit allen Zutaten für ein Feelgood-Movie“ zusammenmixe, das generationenübergreifend die Zuschauer anspreche. Trotz Herzschmerz und Liebeskummer knallten „Humor, Witz und Situationskomik wie Champagnerkorken, die Chemie zwischen Mädchenschwarm Ullmann und der quirligen Fischer [...] stimmt bis in die letzte Körperfaser. Die zärtliche Geschichte ist auch eine glühende Ode an Berlin und ihren Swing. Die [...] Hits von Musikproduzent Roland Spremberg, der mit a-ha bereits zwei Nummer-eins-Alben feierte, sorgen für den ultimativen Sound-Kick bei dieser hippen Mischung“.
Stern-Redakteurin Sophie Albers nannte Groupies bleiben nicht zum Frühstück eine „deutsche romantische Komödie, die eigentlich alles richtig macht“. Dem Film gelinge „das Kunststück der Leichtigkeit, die den Boden nicht aus den Augen verliert“ und richte sich an „alle Twilight-Tokio Hotel-und-Bravo-Fans“. Dass er „so gut“ funktioniere, liege „neben der wunderbaren Besetzung bis zur kleinsten Rolle natürlich an den Hauptdarstellern. Zwischen Ullmann und Fischer stimmt einfach die Chemie.“ Dabei spiele Fischer sich auch ein bisschen frei. Rothemund liefere mit dem Spielfilm darüber hinaus eine gelungene Liebeserklärung an die Stadt Berlin ab.
Julian Hanich vom Tagesspiegel urteilte, dass die Komödie eine „haarsträubend unglaubwürdige Geschichte“ erzähle, die dennoch Charme habe. Der Film sei „zwar vollgeramscht mit sonnigen Postkarten-Idyllen“ und habe dazu den „vielleicht dämlichsten Titel seit Das merkwürdige Verhalten geschlechtsreifer Großstädter zur Paarungszeit, doch irgendwie verströmt Groupies bleiben nicht zum Frühstück einen freundlichen Charme – und das liegt vor allem an den beiden Hauptdarstellern. Anna Fischer hat große Augen, lustige Zähne und ein Gesicht, das mal an Juliette Binoche und mal an die junge Gudrun Landgrebe erinnert. Kostja Ullmann entwindet seinem schmächtigen Boygroup-Körper sogar in den Bühnenszenen eine glaubwürdige Präsenz. Das reicht für hundert launige Minuten.“

## Erfolg
Groupies bleiben nicht zum Frühstück feierte am 8. September 2010 im Gloriapalast in München Premiere. Die Freigabe zur öffentlichen Aufführung erfolgte ab 16. September durch den Walt Disney Studios Motion Pictures-Verleih. Presseberichten zufolge zählte die Produktion nach Ende des ersten Vorführwochenendes 114.074 Besucher (141.639 inklusive Previews) in 404 Kinos. Der Film konnte sich damit als einziger deutschsprachiger Neueinsteiger hinter den Resident Evil: Afterlife, Beilight - Biss zum Abendbrot und The American auf Platz vier der deutschen Kinocharts platzieren. In der Folgewoche kletterte die Komödie bei weiteren rund 100.000 Besuchern gar auf Platz drei empor. Bis Jahresende konnte der Film bundesweit 602.129 Besucher an den deutschen Kinokassen verbuchen. Er war damit die elferfolgreichste deutsche Veröffentlichung des Jahres 2010 und platzierte sich auf Platz 59 der meistbesuchten Filme des Jahres. Das Einspielergebnis an deutschen Kinokassen betrug dabei 3.770.357 Euro.
Im TV wurde Groupies bleiben nicht zum Frühstück am 9. April 2013 auf dem Privatsender Sat.1 erstmals ausgestrahlt. Insgesamt schalteten 2,43 Millionen Zuschauer zur Hauptsendezeit ein. In der werberelevanten Zielgruppe der 14- bis 49-Jährigen avancierte die Produktion hinter den beiden US-Serien CSI: Vegas und Bones – Die Knochenjägerin  zur drittmeistgesehenen Sendung des Tages. 1,49 Millionen Umworbene generierten dabei einen Marktanteil von 12,9 Prozent.

## Auszeichnungen
Die Deutsche Film- und Medienbewertung (FBW) verlieh dem Film das Prädikat wertvoll. Der Film gewann 2011 den Goldenen Spatz für den besten Kino-/Fernsehfilm auf dem gleichnamigen 19. Kinder-Medien-Festival.